# Milan (ime)
Milan je moško osebno ime.

## Izvor imena
Ime Milan je s sufiksom -an podaljšana skrajšana oblika slovanskih zloženih imen s sestavino mil. Imena s sestavino mil so pogosta pri vseh slovanskih narodih. Močnejše uveljavljanje teh slovanskih imen na Slovenskem je gotovo tudi posledica  priseljevanja s hrvaškega in srbskega jezikovnega območja.

## Različice imena
- moške različice imena: Miladin, Milanko, Milče, Milček, Milči, Milčo, Mile, Milen, Milenko, Mileta, Mili, Miliboj, Milibor, Milidrag, Miligoj, Milija, Milijan, Milinko, Milisav, Milivoj, Milivoje, Milivojko, Miljan, Miljenko, Miljutin, Milko, Milodrag, Milogoj, Miloje, Milojko, Miloljub, Milomir, Milorad, Miloslav, Miloš, Milovan, Milun, Milutin, Mišo
- ženske različice imena: Milana, Milanka, Milenka, Milica, Milijana, Miljanka, Milinka, Milislava, Milivoja, Milivojka, Milja, Miljana, Miljanka, Milka, Milojka, Milodraga, Milomirka, Milorada, Milosava, Milosavka, Miloslavka, Miloša, MiloškaMilovana, Milovanka, Milunka

## Tujejezikovne različice imena
- pri Angležih: Milan
- pri Čehih: Milan
- pri Madžarih: Milán
- pri Srbih: Милан (Milan)

## Pogostost imena
Po podatkih Statističnega urada Republike Slovenije je bilo na dan 31. decembra 2007 v Sloveniji število moških oseb z imenom Milan: 12.685. Med vsemi moškimi imeni pa je ime Milan po pogostosti uporabe uvrščeno na 11. mesto.

## Osebni praznik
V koledarju je ime Milan uvrščeno k imenu Emilijan, ki goduje 11. septembra (Emilijan, škj), 11. oktobra (Emilijan, škof) ali pa 12. novembra  (Emilijan, spokornik) a ali pa preprosto pod imenom Milan ki goduje 22. Maja.

## Priimki nastali iz imena
Iz imena Milan in njegovih različic so nastali številni priimki. Bolj znani so: Milač, Milavec, Miletič, Milič, Mlkovič, Milost, Miloševič, Milošič in drugi.

## Znane osebe
- Milan Janša, slovenski veslač,
- Milan Kučan, slovenski politik in državnik
- Milan Vidmar, slovenski elektrotehnik, šahist, filozof in pisatelj
- Milan Vidmar mlajši, slovenski elektroinženir in šahist,